# François Marie Borgnis-Desbordes
Pour les articles homonymes, voir Borgnis-Desbordes (homonymie), Borgnis et Desbordes.
François Marie Borgnies-Desbordes est un homme politique français né le 14 juillet 1769 à Brest (Finistère) et mort le 17 août 1848 au Château de Bagatelle à Saint-Martin-des-Champs.

## Biographie
Propriétaire et négociant manufacturier, il est maire d'Henvic en 1801. Il est député du Finistère de 1818 à 1820, siégeant au centre gauche et votant avec les libéraux.

## Sources
- « François Marie Borgnis-Desbordes », dans Adolphe Robert et Gaston Cougny, Dictionnaire des parlementaires français, Edgar Bourloton, 1889-1891 [détail de l’édition]